# 水徳万歳
水徳万歳（すいとくばんざい、수덕만세）は、後高句麗（摩震）の弓裔が用いた元号。911年 - 914年。
改元と同時に、国号を摩震から泰封に改めた。

## 西暦・干支との対照表
| 水徳万歳 | 元年  | 2年   | 3年   | 4年   |
| 西暦     | 911年 | 912年 | 913年 | 914年 |
| 干支     | 辛未  | 壬申  | 癸酉  | 甲戌  |